# Aleksey Kazakov
Aleksey Valerevich Kazakov (em russo:  Алексей Валерьевич Казаков; Naberezhnye Chelny, 18 de maio de 1976) é um jogador russo de voleibol.
Nascido em Naberezhnye Chelny na República do Tartaristão, Kazakov foi membro da equipe nacional que conquistou a medalha de bronze dos Jogos Olímpicos de Verão de 2004 em Atenas. Anteriormente em Sydney, quatro anos antes, ele ganhou a medalha de prata. Kazakov tem 2,17 metros de altura, fazendo dele um dos atletas mais altos do mundo.

## Referencias
- Sports-reference.com
- Perfil em FIVB.org